# Charles Tréhu de Monthierry
Pour les articles homonymes, voir Tréhu de Monthierry.
Charles Tréhu de Monthierry est un homme politique français né le 14 septembre 1797 à Rennes (Ille-et-Vilaine) et décédé le 19 octobre 1857 à Rennes.

## Biographie
Fils de Julien Tréhu de Monthierry, ancien député, il est l'un des fondateurs de la fédération bretonne. Avocat en 1817, il est un opposant à la Restauration, puis à la Monarchie de Juillet. Commandant de la garde nationale de Fougères, conseiller général, il est député d'Ille-et-Vilaine de 1835 à 1848, siégeant dans l'opposition de gauche.

## Sources
- Ressource relative à la vie publique :   - Base Sycomore
- « Charles Tréhu de Monthierry », dans Adolphe Robert et Gaston Cougny, Dictionnaire des parlementaires français, Edgar Bourloton, 1889-1891 [détail de l’édition]